# Пуленепробиваемый (фильм)
«Пуленепробиваемый» (англ. Bulletproof) — американский художественный фильм 1996 года с Дэймоном Уэйансом и Адамом Сэндлером в главных ролях.

## Сюжет
Рок Китс и Арчи Моузес хорошие друзья, которые живут в Лос-Анджелесе. Арчи Моузес, мелкий вор и мошенник, работает на авторитетного наркобарона города Фрэнка Колтона. Однажды Моузес взял Китса в «дело», с тех самых пор они не расставались. Однажды друзья оказываются втянутыми в одну из самых крупных наркоторговых операций, проводимую властным наркобароном Фрэнком Колтоном. Моузес не знает, что Китс на самом деле полицейский, работающий под прикрытием. Его настоящее имя Джек Картер, и он сдружился с Моузесом, чтобы внедриться в банду Колтона и найти против него улики. Арчи решается познакомить Китса с Колтоном.
На крупной сделке Арчи обнаруживает, что Джек полицейский, и пытается скрыться на складе. В это время начинается полицейский штурм. Картеру не удается арестовать Колтона, поэтому он пытается арестовать своего друга Арчи. Случайно пуля попадает Джеку в голову. Моузесу удаётся покинуть штат, но полиция его находит.
Джеку ставят в голову металлическую пластину. После операции ему помогает физиотерапевт доктор Трейси Флинн, в которую Джек влюбляется. Находящийся под стражей Арчи соглашается дать свидетельские показания против Колтона, но слушание назначено в суде на другом конце страны. После восстановления Джека его начальник капитан Йенсен поручает ему сопроводить и передать лично в зал суда Арчи Моузеса.
Вскоре друзья встречаются вновь. В аэропорту их пытаются убить люди Колтона. В самолёте выясняется, что пилоты мертвы. Арчи просит, чтобы Рик извинился перед ним, и они с трудом приземляются в пустыне.
Колтон догадывается, что федеральных агентов подкупили. Китс и Моузес доходят до деревушки, где снимают номер, где Арчи неудачно пытается сбежать. Арчи не может простить Рока за предательство. Не выдержав оскорблений, Картер связывает Арчи. Тем не менее они спасаются от прибывших убийц и добираются до города на автобусе, где дожидаются спецагентов. Арчи раскусывает одного из них, что они являются людьми Колтона и начинается драка. Картер выбрасывает на ходу преступников из машины и едет в Департамент полиции города Лос-Анджелес. В Департаменте Джеку звонит сам Колтон и просит того, чтобы он отдал ему Арчи, но тот врёт, говоря, что уже сдал его полиции. Колтон начинает шантажировать Картера, угрожая ему убить его подругу Трейси Флинн, которая помогала ему пройти курс реабилитации, после пулевого ранения. Картер незамедлительно едет в особняк Колтона.
У ворот их встречает охранник и просит Картера сдать оружие. Арчи спотыкается, достаёт пистолет с глушителем и убивает охранника. В доме они начинают искать наркобарона. Картер натыкается на главного телохранителя Колтона. В драке телохранитель явно сильнее, но Джек поднимает пистолет и убивает телохранителя. Картер находит в одной из комнат Трейси Флинн и пытается успокоить её. Трейси наводит на него пистолет и выводит Картера из комнаты. Моузес выбивает у неё из рук пистолет и говорит Картеру, что нашёл секретную папку Колтона, в которой также написано и про Трейси. Она являлась главным шпионом, её задачей было влюбить в себя Джека и докладывать обо всех их передвижениях и местонахождении. Она пытается убедить Картера, что Колтон её просто запугал, и на самом деле она его действительно любит, но Арчи тут же вмешивается и говорит, что она просто «разводит» его. В ссоре она выбивает у него из рук пистолет и стреляет. В то время, когда Джек пытается уговорить Трейси сдаться, этажом выше выходит сам Колтон. Трейси видит, что Колтон даёт ей знак поступить так, как велит Картер и выходит. Картер забирает у неё пистолет. Арчи замечает Колтона этажом выше с пистолетом в руке и спасает своего бывшего друга, принимая пулю на себя. Колтон прячется в доме. Джек пристёгивает Трейси наручниками к лестнице и начинает поиск Колтона. Заходя в комнату Картер выбивает из рук Колтона пистолет, предпочитая сразиться с ним в рукопашном бою. В процессе драки Колтон одерживает победу и наставляет пистолет на Джека, в тот же момент в комнату врывается Арчи, и убивает его.
Одержав победу, Джек раскаивается и отпускает Арчи. Арчи вспоминает о своей давней мечте, уехать в Мексику и стать настоящим тореадором. Он отдаёт Картеру компрометирующие документы на Колтона. Друзья прощаются, и Арчи Моузес направляется в Мексику.

## В ролях
- Дэймон Уэйанс — детектив Джек Картер / Рок Китс
- Адам Сэндлер — Арчи Моузес
- Джеймс Каан — Фрэнк Колтон
- Кристен Уилсон — доктор Трейси Флинн
- Джип Свенсон — охранник Колтона
- Джеймс Фарентино — капитан Уилл Йенсен
- Аллен Коверт — детектив Джонс
- Билл Нанн — агент DEA Финч
- Марк Робертс — Чарли
- Ксандер Беркли — агент ФБР Дэрил Гентри
- Моника Поттер — девушка байкера

## Саундтрек
В саундтрек, выпущенный звукозаписывающей компанией MCA Records 3 сентября 1996 года, вошли по большей части хип-хоп и R&B музыка. Альбом достиг 85-й позиции в Billboard 200 и 23-й в Top R&B/Hip-Hop Albums.

## Прокат
Фильм собрал 6 014 400 долларов в первый уик-энд, заняв первое место в прокате.
Тем не менее при бюджете в 25 000 000 долларов фильм оказался убыточным по итогам широкого проката, собрав в общей сложности 22 611 954 доллара, из них 21 576 954 — в США и 1 035 000 — за рубежом.

## Критика
Фильм получил в основном негативные отзывы критиков. На сайте-интеграторе Rotten Tomatoes он получил рейтинг 8 % на основе 39 обзоров, на сайте Metacritic средняя оценка составила 30 из 100 на основе 16 обзоров.
Адам Сэндлер за свою игру в фильме был номинирован на премию «Золотая малина» как худший актёр.